# Nicolau Rocco
Nicolau Rocco  (1861 - Porto Alegre, 1932) foi um confeiteiro e empresário italiano.

## Biografia
Imigrou jovem, antes de radicar-se no Brasil trabalhou na confeitaria El Molino, de Buenos Aires. Com a experiência lá adquirida, chegando em Porto Alegre, em 1892 e fundou a Confeitaria Sul-América. Com o crescimento da cidade e dos negócios, em 1910 encomendou a construção deste esplêndido prédio, que incluía fábrica de doces, confeitaria e salão de festas ao arquiteto Salvador Lambertini. 

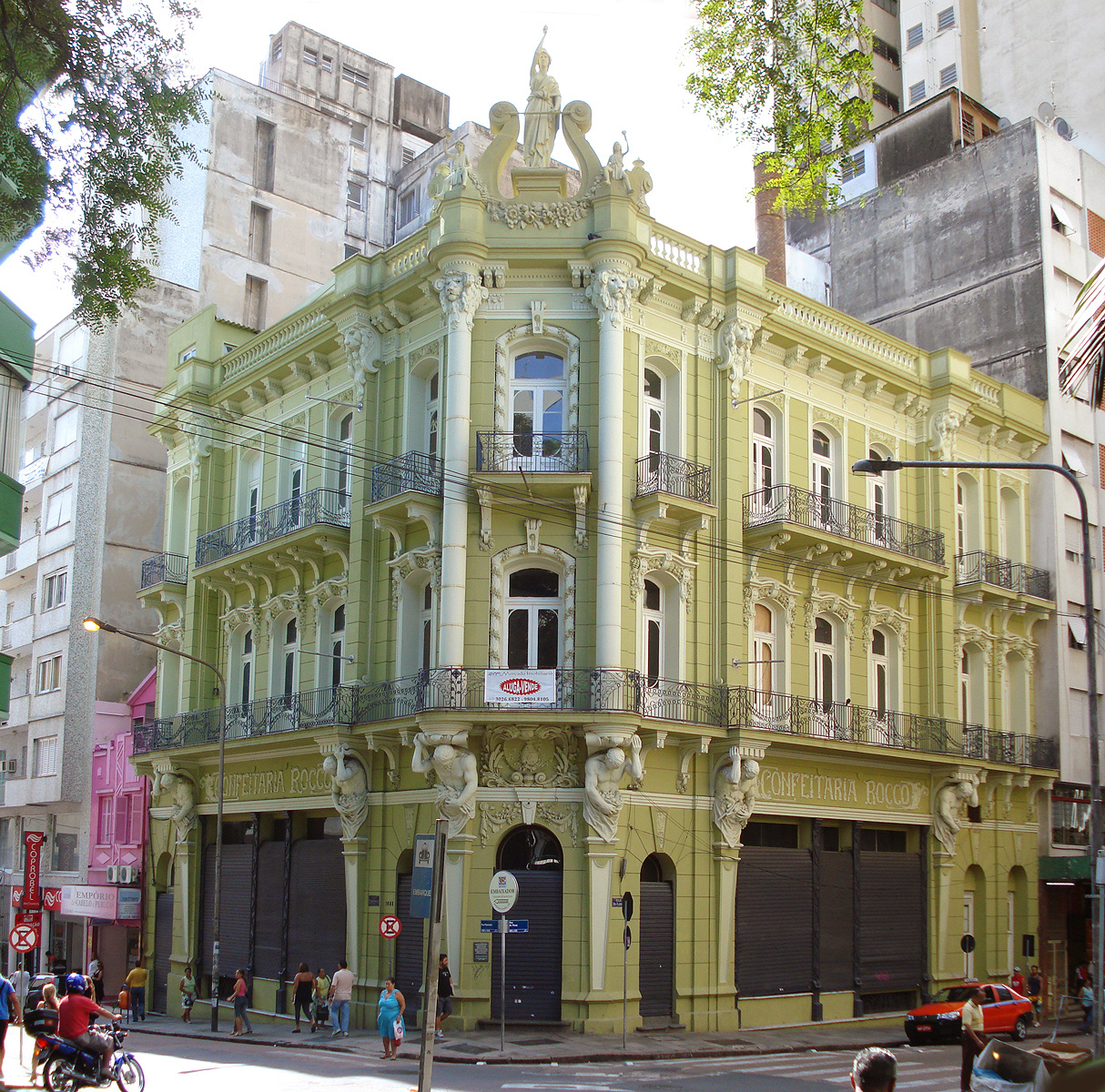
Prédio da Confeitaria Rocco, em Porto Alegre

Terminada a obra, a Confeitaria Rocco tornou-se ponto de encontro da sociedade rio-grandense pela qualidade de seus serviços e produtos, pela beleza externa do prédio e pela suntuosidade dos espaços internos, decorados com luxo e requinte.
Ao morrer, em 1932, não tinha filhos e deixou uma grande soma aos orfanatos de Porto Alegre, além de suas sobrinhas na Itália e um sobrinho em Porto Alegre.